# Blyttia. (Norsk botanisk forening)
Blyttia. (Norsk botanisk forening) (abreviado Blyttia) es una revista con ilustraciones y descripciones botánicas que es editada en Oslo desde el año 1943 con el nombre de Blyttia. Norsk Botanisk Forenings Tidsskrift.
Blyttia fue nombrada en honor del botánico Mathias Numsen Blytt (1789-1862) y su hijo Axel Gudbrand Blytt (1843-1898). Es publicado por la Asociación Noruega de botánica y fue precedida por Norsk Botanisk Forenings Meddelelser.

## Jefe de redactores
- Jan Wesenberg (1997-)
- Klaus Høiland (1990–1997)
- Inger Nordal (1988–1990)
- Liv Borgen (1984–1987)
- Finn-Egil Eckblad (1981–83)
- Per Sunding (1968–1980)
- Svein Manum (1964–1967)
- Ove Arbo Høeg (1953–1963)
- Per Størmer (1951–52)
- Ove Arbo Høeg (1949–50)
- Per Størmer (1948)
- Georg Hygen (1947)
- Erling Christophersen (1943–46)